# Voltooid deelwoord (Latijn)
Het voltooid deelwoord staat in het Latijn bekend als participium perfecti passivi (deelwoord van de passieve verleden tijd, hierna: "P.P.P.").
Het P.P.P. komt in het Nederlands overeen met de voltooide tijd van het passivum, oftewel een voltooid deelwoord met (doorgaans, indien het werkwoord géén deponens is) als hulpwerkwoord zijn, zoals in:
- Ik ben geroepen door mijn ouders.
- Wij zijn aangeklaagd wegens autodiefstal.

## Vorming in het Latijn
Het P.P.P. wordt gevormd door de supinumstam + us, a, um.
De supinumstam is de vierde en laatste vorm die in een vocabularium staat opgegeven: dico (-ere, dixi, dictum). Dictum is hier het supinum, trek daar -um van af: dict. Het P.P.P. van dicere is dus: dictus, -a, um.
Het wordt verbogen als het bijvoeglijk naamwoord magnus (groot) of servus (slaaf) in de mannelijke vorm, de vrouwelijke vorm wordt verbogen als puella (meisje).
|             | mannelijk  | mannelijk | vrouwelijk | vrouwelijk | onzijdig  | onzijdig  | vertaling vocare  | vertaling vocare |
|             | a-stam     | e-stam    | a-stam     | e-stam     | a-stam    | e-stam    | a-stam            |                  |
|             | Enkelvoud  | Enkelvoud | Enkelvoud  | Enkelvoud  | Enkelvoud | Enkelvoud | Enkelvoud         | Enkelvoud        |
| ----------- | ---------- | --------- | ---------- | ---------- | --------- | --------- | ----------------- | ---------------- |
| nominativus | vocatus    | timetus   | vocata     | timeta     | vocatum   | timetum   | geroepen          |                  |
| genitivus   | vocati     | timeti    | vocatae    | timetae    | vocati    | timeti    | van de geroepene  |                  |
| dativus     | vocato     | timeto    | vocatae    | timetae    | vocato    | timeto    | aan de geroepene  |                  |
| accusativus | vocatum    | timetum   | vocatam    | timetam    | vocatum   | timetum   | geroepene         |                  |
| ablativus   | vocato     | timeto    | vocata     | timeta     | vocato    | timeto    | door de geroepene |                  |
|             | Meervoud   |           |            |            |           |           |                   |                  |
| nominativus | vocati     | timeti    | vocatae    | timetae    | vocata    | timeta    | geroepen          |                  |
| genitivus   | vocatorum  | timetorum | vocatarum  | timetarum  | vocatorum | timetorum | van de geroepenen |                  |
| dativus     | vocatis    | timetis   | vocatis    | timetis    | vocatis   | timetis   | aan de geroepenen |                  |
| accusativus | vocatos    | timetos   | vocatas    | timetas    | vocata    | timeta    | geroepenen        |                  |
| ablativus   | vocatis    | timetis   | vocatis    | timetis    | vocatis   | timetis   | met de geroepenen |                  |
|             | Nederlands |           |            |            |           |           |                   |                  |
|             | geroepen   | gevreesd  | geroepen   | gevreesd   | geroepen  | gevreesd  |                   |                  |

## Voltooid deelwoord
De tabel hierboven geeft niet aan hoe je bijvoorbeeld 'ik ben geroepen' zegt. Dat staat in de tabel hieronder:
| Mannelijk enkelvoud      | Mannelijk enkelvoud  | Mannelijk enkelvoud                               | Mannelijk enkelvoud | Mannelijk enkelvoud | Mannelijk enkelvoud | Mannelijk enkelvoud | Mannelijk enkelvoud |
| ------------------------ | -------------------- | ------------------------------------------------- | ------------------- | ------------------- | ------------------- | ------------------- | ------------------- |
| a-stam                   | e-stam               | vertaling vocare                                  |                     |                     |                     |                     |                     |
| vocatus, ~a sum          | timetus, ~a sum      | ik ben geroepen                                   |                     |                     |                     |                     |                     |
| vocatus, ~a es           | timetus, ~a es       | jij bent geroepen                                 |                     |                     |                     |                     |                     |
| vocatus, ~a, ~um est     | timetus, ~a, ~um est | hij/zij/het is geroepen                           |                     |                     |                     |                     |                     |
| vocati, ~ae sumus        | timeti, ~ae sumus    | wij zijn geroepen                                 |                     |                     |                     |                     |                     |
| vocati, ~ae estis        | timeti, ~ae estis    | jullie zijn geroepen                              |                     |                     |                     |                     |                     |
| vocati, ~ae, ~a sunt     | timeti, ~ae, ~a sunt | de jongens-de meisjes-de dingen(o.) zijn geroepen |                     |                     |                     |                     |                     |
| Nederlands in de ik-vorm |                      |                                                   |                     |                     |                     |                     |                     |
| ik ben geroepen          | ik ben gevreesd      |                                                   |                     |                     |                     |                     |                     |

Bij een ander geslacht of getal wordt er een uitgang achter geplakt. Het voltooid deelwoord is gemakkelijk te herkennen aan de vorm van het werkwoord esse.

## Vertaling
Het Perfectum Passief kan je op verschillende manieren vertalen, in combinatie met het werkwoord esse (zijn) wordt een PPP als volgt vertaald:
Vocatus sum/Vocata sum
Ik ben geroepen.
Het verschil met het actieve perfectum is, doorgaans, het hulpwerkwoord dat in de meeste gevallen niet zijn, maar hebben is. Het verschil in hulpwerkwoord ligt aan de handeling, als de handeling passief is, wordt het onderwerp iets aangedaan, vandaar het hulpwerkwoord zijn. Als de handeling actief is, doet het onderwerp iets, vandaar het hulpwerkwoord hebben. Het Latijn maakt daarin een duidelijker onderscheid dan het Nederlands:
Vocavi
Ik heb geroepen.
Let dus goed op bij het passief en het actief gebruik.

Het Perfectum passief kan zonder vorm van esse ook als een attributief of predicatief deelwoord vertaald worden. Dit gebruik van het PPP heeft een andere vertaling dan het  Participium Praesentis Activi (PPA), waarbij het deelwoord als onvoltooid deelwoord wordt vertaald. In het PPP wordt een deelwoord dan als voltooid deelwoord vertaald. Dit voltooid deelwoord slaat dan als een bijvoeglijk naamwoord op het bijbehorende zelfstandig naamwoord:
Puella vocata redit
Het geroepen meisje keert terug./Het meisje, dat geroepen is, keert terug.
Predicatief wordt een PPP vaak met een voortijdige bijzin vertaald, meestal ingeleid door het voegwoord nadat:
Puella vocata a avo suo e domo viri alieni effugit
Nadat het meisje door haar eigen opa geroepen is, vluchtte ze uit het huis van de vreemde man weg.

## Bekend P.P.P.
De naamval dativus is afgeleid van datum, het P.P.P. van dare. Dare betekent geven en datum het gegeven zijnde (of kortweg het gegeven).